# ناتلا کراسنیکووا
ناتلا کراسنیکووا (انگلیسی: Natella Krasnikova؛ زادهٔ ۱۴ اکتبر ۱۹۵۳) بازیکن هاکی روی چمن اهل اتحاد جماهیر شوروی سوسیالیستی است.